# Charles Maurras, l'Action française et la question sociale
Charles Maurras, l'Action française et la question sociale est un essai de l'homme politique français Bertrand Renouvin, cofondateur de la Nouvelle Action française, publié en 1983. Il s'agit d'une analyse de la pensée économique de Charles Maurras.

## Contexte
En 1972, Bertrand Renouvin soutient une thèse de doctorat en histoire du droit à l'université d'Aix-en-Provence intitulée  L'Action française devant la question sociale (1899-1944),.
Bertrand Renouvin déclare que c'est en travaillant à cette thèse qu'il prend conscience de l'urgence de « rompre avec l’Action française et d'abandonner la référence à Charles Maurras ».

« [...] je ne pense plus que la doctrine sociale de l’Action française puisse « ordonner une politique » pour notre temps, ainsi que je l’écrivais. »

Plus tard, cette thèse est remaniée et publiée en 1983 sous le titre Charles Maurras, l'Action française et la question sociale. Entre-temps, Bertrand Renouvin s'est présenté comme candidat à l'élection présidentielle de 1974 et a soutenu la candidature de François Mitterrand à l'élection présidentielle de 1981.

## Présentation
D'après Bertrand Renouvin, l'Action française aurait dévié de ses sources après la Première Guerre mondiale « par des nécessités de stratégie politique ». Avant-guerre, des échanges intellectuels s'effectuaient entre la Revue grise et le syndicalisme révolutionnaire. Renouvin étudie ces échanges en les mettant en regard avec les événements de mai 1968, les concepts d'autogestion et de décentralisation développés dans la Lettre aux ouvriers du comte de Chambord jusqu'à l'Ordre social chrétien de La Tour du Pin. Renouvin dévoile la constance des revendications ouvrières de l'Action française avec notamment son soutien apporté aux syndicalistes en 1906, « la défense de la journée de huit heures en 1920 et les principales réformes du travail sous le Front populaire ».
Bertrand Renouvin entend démontrer comment le « « politique d'abord » de Charles Maurras a tenu l'Action française à l'écart des luttes sociales, malgré son anticapitalisme instinctif, et l'a vouée ainsi à l'impuissance ».
Le journaliste Gilbert Comte estime que Bertrand Renouvin évolue vers un « gauchisme indéfinissable, assez superficiel dans ses formulations ».

## Autour du livre
Le « royalisme de gauche » tire ses sources de ce livre.
Bertrand Fessard de Foucault publie Charles Maurras et le socialisme en 1984 à la suite de ses échanges avec Bertrand Renouvin à propos du livre Charles Maurras, l'Action française et la question sociale.